# Boļeslavs Maikovskis
Boļeslavs Maikovskis (21 de janeiro de 1904 - 19 de abril de 1996) foi um colaborador nazista letão que serviu como chefe de polícia do segundo distrito de Rēzekne enquanto os alemães ocupavam a Letônia na Segunda Guerra Mundial. Após a guerra, Maikovskis foi para a Áustria antes de chegar aos Estados Unidos em 1951, onde atuou em um subcomitê do Comitê para Reeleger o Presidente durante a campanha de Richard M. Nixon em 1972.
Maikovskis mentiu em seu pedido de visto estadunidense quando questionado se havia "sido cúmplice nas perseguições de outros durante a Segunda Guerra Mundial". Essa pergunta foi removida do aplicativo um ano depois que Maikovskis emigrou para os Estados Unidos. Maikovskis morou em Mineola, Nova York, por 36 anos, onde atuou em organizações letãs, e trabalhou como carpinteiro até sua aposentadoria.
Em 1965, Maikovskis foi julgado e condenado à morte in absentia, na antiga Letônia (agora parte da União Soviética). Seus crimes foram detalhados em um programa do 60 minutos no final dos anos 1970. Maikovskis havia sido antes apresentado no livro Wanted: The Search for Nazis in America, de Howard Blum.
A União Soviética, que não tinha tratado de extradição com os Estados Unidos, exigiu sua extradição. Os Estados Unidos se recusaram, mas o Serviço de Imigração e Naturalização iniciou uma investigação cujas audiências, ações judiciais e recursos duraram mais de 20 anos. Durante esse tempo, Maikovskis se tornou alvo de vigilantes antinazistas. Em agosto de 1978, ele foi baleado no joelho direito em sua casa. Em 1979, um homem esfaqueou uma pessoa que ele confundiu com Maikovskis. Em setembro de 1981, sua casa foi bombardeada pela Liga de Defesa Judaica.

Maikovskis fugiu dos EUA em 1987, depois que sua deportação para a União Soviética se tornou uma certeza. Ele se estabeleceu na Alemanha Ocidental depois de convencer secretamente um funcionário diplomático a conceder-lhe um visto. Em outubro de 1988, Maikovskis foi preso como suspeito de crime de guerra. Ele foi mantido em um hospital prisional até o outono de 1992. Maikovskis foi processado no sistema judicial alemão, mas o caso foi arquivado por motivos de saúde em 1994. Ele morreu em Münster em 1996, aos 92 anos, de um ataque cardíaco.